# المغاوير 2: رجال الشجاعة
المغاوير 2: رجال الشجاعة (بالإنجليزية: Commandos 2: Men of Courage)‏، هي تكملة للإصدارين المغاوير: خلف خطوط العدو والمغاوير: ما بعد نداء الواجب. صدرت في عام 2001 لإصدار مايكروسوفت ويندوز وعام 2002 لإصداري إكس بوكس وبلاي ستيشن 2. يأتي بثلاث أقراص مضغوطة في إصدار مايكروسوفت ويندوز ودي في دي واحد للإصدارات ويندوز وإكس بوكس وبلاي ستيشن 2.
المغاوير 2: رجال الشجاعة هي لعبة فيديو تكتيكية في الوقت الحقيقي، تم تطويرها بواسطة استوديوهات بايرو، ونشرتها شركة إيدوس التفاعلية والتي أصبح ٳسمها حاليا سكوير إنكس يورب. وهي اللعبة الإستراتيجية الوحيدة في السلسلة التي تم تصميمها ليس فقط لنظام التشغيل مايكروسوفت ويندوز، ولكن أيضًا لجهاز وبلاي ستيشن 2. و إكس بوكس. في اللعبة يسيطر اللاعبون على فرقة من الكوماندوز، جنبًا إلى جنب مع مختلف الوحدات الحليفة، وهم يتسللون خلف خطوط العدو لإنجاز مهام مختلفة في الحرب العالمية الثانية بين عامي 1941 و1944، والتي ستساعدهم على إحباط الجهود الحربية للألمان واليابانيين. تتميز اللعبة بالعديد من التحسينات على طريقة اللعب من سابقتها، بما في ذلك القدرة على استخدام أسلحة العدو واستكشاف المواقع الداخلية، وإدراج ثلاثة كوماندوز جديدة، وعدد من المهارات الجديدة للأعضاء الستة الأصليين إلى جانب قدراتهم الأخرى، والقطع الجديدة من المعدات للمساعدة في التغلب على الأعداء.
بينما تم استقبال إصدار الكمبيوتر للعبة بشكل جيد من طرف المراجعين و النقاد، لكن تلقت إصدارات وحدة التحكم مراجعات أقل إيجابية. وفي عام 2005، تم تجميع اللعبة مع لعبة المغاوير 3: الوجهة برلين كجزء من ٳصدار المغاوير باتل باك بواسطة فيرال إنتراكتيف. وتم إصدار نسخة معدلة من اللعبة، تتميز برسومات وعناصر تحكم محدثة، طورتها شركة توروس غيمز ونشرتها شركة كاليبسو ميديا، وتم إصدارها لمايكروسوفت ويندوز في 24 يناير سنة 2020، ولأجهزة بلاي ستيشن 4 وإكس بوكس ون في 18 سبتمبر سنة 2020 ، ولجهاز نينتندو سويتش في 4 ديسمبر سنة 2020، ومن المقرر إطلاقه لأجهزة آي باد وأندرويد في وقت لاحق.

## اللعب
لعبة المغاويير 2 تشبه إلى حد كبير الجزء السابق، بحيث يأخذ اللاعب دور ضابط متحالف مسؤول عن توجيه مجموعة من الكوماندوز، كل منهم مجموعة مختلفة من المهارات والقدرات التي يمكنهم استخدامها، والذين يشاركون في سلسلة من 22 من المهمات ومرحلتان للتدريب للتعود على السيطرة على الكوماندوز. وعشر مهام للقصة وعشر مهام إضافية تتميز بالتحديات والمواقف الفريدة لإكمالها، ولكن لا يمكن الوصول إليها إلا بعد اكتمال كل مهمة قصة، عندما يحصل اللاعب على مجموعة من الكتب التي تحمل علامة "BONUS" داخل كل منها. تتميز كل مهمة في اللعبة بسلسلة من الأهداف، مقسمة بين رئيسية وثانوية، والتي يحتاج اللاعب لإكمالها من أجل إنهاء المهمة، بما في ذلك تأمين طريق الهروب من منطقة، بالإضافة إلى أدلة على المكان الذي يمكن للاعبين العثور فيه على الإمدادات أو تحديد المناطق الٳستراتيجية لمساعدتهم في مهمتهم.
تمامًا مثل المغاوير: خلف خطوط العدو، تتميز كل مهمة بوجود لاعب يتحكم في مجموعة فرعية من الكوماندوز، على الرغم من أنه في بعض المهام، يبدأ اللاعب بعدد قليل من الكوماندوز لاستخدامه، ولكن يمكنه التحكم في الآخرين من خلال الاتصال بهم في مكان ما في موقع المهمة، أو إنقاذهم من السجن. أصبحت الشخصيات السنة الأصلية من اللعبة السابقة متاحة مرة أخرى للاستخدام، على الرغم من أن بعضها يحتوي على بعض التحسينات الملحوظة في كيفية استخدامها. فيمكن لغرين بيريه مثلا الآن تسلق أعمدة الهاتف واجتياز الكابلات، ويمكنه القفز من النوافذ، وكذالك وضع الحاويات الصغيرة حوله. ويمكن للقناص تسلق أعمدة الهاتف لاستخدامها كمواقع للقنص. بينما لا يستطيع الجاسوس الآن توجيه الجنود والملازمين للبحث في مكان آخر فحسب، بل يمكنه أيضًا أن يأمر الجنود وموظفي العدو بالانتقال إلى مكان آخر إذا كان متنكراً بزي ضابط، في حين أن حقنته يمكن الآن أن تصيب العدو، أو تقضي عليه، أو تقتله، اعتمادًا على عدد الجرعات التي يتم إعطاؤها. ويقتل الغواص الآن الأعداء برمي السكاكين عليهم، ويحمل كذالك خطافًا يمكن استخدامه لٳجتياز الجدران أو إنشاء سلك تعثر لضرب الأعداء. ويمكن للسائق الآن نصب الفخاخ القاتلة أوالغير المميتة. ويمكن الآن للمهندس ٳستخدام كاشف الألغام للعثور على الألغام المدفونة وٳلغاء تفعيلها، وكذلك نصب الألغام للقضاء على عربات المشاة والمدرعات. إلى جانب هؤلاء الستة، يتحكم اللاعبون أيضًا في ثلاثة قادة جدد لاستخدامه، بما في ذلك اللص، وهو الأكثر رشاقة في المجموعة، يمكنه الصعود والخروج من النوافذ وعبر الثقوب الصغيرة والاختباء في المساحات الضيقة والتسلق و اجتياز أعمدة الهاتف والكابلات مثل غرين بيريه، وفتح الحاويات المعدنية وبعض الأبواب بمفاتيح الأقفاص الخاصة به. أما شخصية الفاتنة الجديدة والتي تتصرف مثل الجاسوس والقناص، في أنه عندما تتنكر يمكنها استخدام أحمر شفاهها لتشتيت انتباه جنود العدو، ولكن لا يمكنها خداع الضباط، وعندما لا تتنكر، يمكنها استخدام بندقية قنص للقضاء على الأعداء. والويسكي، وهو كلب يمكن أن يستخدمه الكوماندوز في تجارة الأشياء بينهم، وكذلك النباح بالقرب من الأعداء لإلهاءهم. بالإضافة إلى السيطرة على الكوماندوز، يسيطر اللاعبون أيضًا على وحدات الحلفاء، والتي يمكن تجهيز معظمها بأسلحة ووضعها في أربعة مواقف قتالية مختلفة، بما في ذلك إطلاق النار من النوافذ والانحناء، وبالتالي استخدامها لمحاربة الأعداء عند الحاجة.
تشمل الميزات الجديدة الأخرى قدرة اللاعب على استكشاف المواقع الداخلية والمواقع تحت الماء، ومواجهة تهديدات إضافية مثل الحيوانات البرية وجنود الجستابو، والقدرة على انتشال أسلحة العدو من جتثهم لٳستخدامها عند الحاجة، مثل البنادق والمدافع الرشاشة، والقدرة على استخدام كاميرات متعددة لمسح موقع المهمة، والقدرة على إخفاء الجثث في المسطحات المائية أو بين أشياء معينة مثل القصب والعشب. وتم إدراج معدات جديدة في اللعبة مثل المناظير وقاذفات اللهب وزجاجات المولوتوف وقنابل الدخان وسلالم الحبال وقنابل الغاز اليدوية والأغذية المعلبة ومجموعات الإسعافات الأولية. بينما لا تزال آليات اللعب المختلفة من المغاوير: خلف خطوط العدو مستخدمة، مثل خط الرؤية والقدرة على عرض مواقع العدو وسلوكيات العدو الأخرى، مثل التحقيق في الأصوات المشبوهة أو الاستجابة للإنذارات، وأصبح يمكن أن يرتدي قادة الكوماندوز زي جنود العدو. لكن ماعدى شخصية الجاسوس، فأن تأثير الشخصيات الأخرى في هذا الوضع يستمر فقط لفترة محدودة وطالما يبقون بعيدًا عن نطاق قريب من الأعداء. كما أصبح بالٳمكان قيادة السيارات والشاحنات من قبل جميع الكوماندوز، لكن السيارات المدرعة تتطلب سياقة السائق فقط، والدبابات تحتاجه هو و المهندس. أما نظام الجرد الجديد فهو مساحة تشبه الشبكة، حيث تشغل الكائنات عددًا معينًا من المساحات حسب حجمها. ويعرض الأعداء الآن خط رؤية عند اكتشاف شيء ما في نظرهم، وهو اللون البرتقالي لشيء جذب اهتمامهم، والأزرق إذا اكتشفوا شيئًا مريبًا، والأحمر إذا رأوا كوماندوز، وسيتم إطلاق النار عليهم فور اكتشافهم من قبل العدو، بدلاً من أسرهم، بينما تستمر الإنذارات لفترة قبل أن تنتهي في النهاية.

## القصة
في مايو 1941، استولى الكوماندوز بول توليدو وناتاشا نيكوتشيفسكي على آلة إنجما وكتاب الشفرات الخاص بها في قاعدة غواصات ألمانية في لا باليس في لاروشيل بفرنسا. بينما تغادر ناتاشا القاعدة، يُطلب من توليدو البقاء مع آلة إنجما لمساعدة الكوماندوز الآخرين (جاك أوهارا وتوماس هانكوك وجيمس بلاكوود ورينيه دوشامب) عند وصولهم مع الفجر لإنقاذ طاقم غواصة تابعة للبحرية الملكية البريطانية، هذه الغواصة محمية وتحت حراسة مشددة في حوض غواصات. لذالك قاموا بتدمير المدافع المضادة للطائرات في القاعدة ومستودع الطوربيد قبل الهروب في الغواصة البريطانية.
أثناء وجودها في بحر الشمال، تم القبض على غواصة البحرية الملكية هذه وإجبارها على الظهور في المياه المتجمدة بعد أن شحنتها مدمرة ألمانية عن طرق قذيفة أعماق. تمت مصادرة آلة اللغز وتم القبض على الطاقم بأكمله باستثناء بلاكوود وهانكوك، واللذان ٳستطاعا التهرب من القبض عليهم. بعد إنقاذ الطاقم، شرع الكوماندوس في العمل على ٳستعادة آلة إنجما وتعطيل غرفة النار والمدافع الرئيسية للمدمرة. وبموجب أوامر بإحضار الآلة على عجل إلى إنجلترا، ٲقلع أوهارا ودوشامب في طائرة فيزلير ستورش، بينما هرب الباقون في الغواصة.
يمر عام على الحادثة ويتم نشر الكوماندوز في حرب المحيط الهادئ. ففي بورما، أنقذوا زعيمًا روحيًا واغتالوا طاغية يابانيًا بمساعدة فرقة مدينة جوركا. وفي 17 يونيو سنة 1942، تم إرسال الكوماندوز إلى شمال تايلاند، حيث قاموا بإنقاذ الكولونيل غينيس، والذي بدوره ساعدهم في تدمير الجسر الكبير فوق نهر كواي من خلال كشفه عن نقطة ضعفه الهيكلية. وتم نسف الجسر تمامًا اثناء عبور قطار تابع للقيادة العليا للجيش الإمبراطوري الياباني، وسقط في النهر.
في يوليو سنة 1942، هبطت قوات الكوماندوز على جزيرة سافو المحصنة بشدة لتعطيل المدافع الكبيرة لقوات المدفعية اليابانية، قبل أن تبدأ عملية برج المراقبة. وأثناء وجودهم في الجزيرة، يتم مساعدتهم من قبل أسير أمريكي اسمه ويلسون. وبعد تدمير المدفعية وإنقاذ الطيار أمريكي، قام بإرجاع الجميل من خلال قيادة طائرة كاوانيشي ٳتش 8 ك لمساعدتهم على الهروب من الجزيرة، ولكن ليس قبل إخبارهم بتمثال بوجود قرد ذهبي يمثل رمزًا لليابانيين، بيقوم أوهارا بسرقته وجعله كتذكار.
في ربيع عام 1944، تم إرسال الكوماندوز إلى هايفونغ في الهند الصينية، ليدمروا مستودعات الوقود بالميناء وليختراقوا حاملة الطائرات اليابانية شينانو. وأثناء تواجدهم هناك، يقوم الكوماندوز بتخريب الدفة في كل الطائرات من طراز ميتسوبيشي زيرو والإبلاغ عن موقع الناقل قبل الهروب في اثنين من هذه الطائؤات. ثم تم قصف شينانو بواسطة فوغت إف 4 يو كورسير الأمريكية.
بعد فترة خدمتهم في المحيط الهادئ ، تم استدعاء الكوماندوز إلى الجبهة الغربية من عملية غزو نورماندي. وخلال معركة شيربورج، قاموا بإنقاذ الجندي سميث المصاب، وبمساعدة الجنود الأمريكيين، نجحوا في الدفاع عن المدينة من موجات المشاة الألمانية ودبابات بانزر 3. لكن بعد بضعة أشهر، تم القبض على توليدو واقتيد إلى قلعة كولديتز حيث سيتم إعدامه. غير أن الكوماندوز الأخرين تمكنوا من ٳنقاذه، كما ساعدوا أسرى الحرب الموجودين هناك على الفرار من خلال تنكرهم بالزي الألماني. أثناء هروب السجناء، تحصل الكوماندوز على وثائق سرية للغاية من ثلاثة ضباط ألمان رفيعي المستوى، تكشف عن خطط لتدمير باريس بالمتفجرات المزروعة.
في أغسطس سنة 1944، وصل فيلق الكوماندوز بأكمله إلى باريس وأحبطوا خططًا لتدمير جزء كبير من المدينة ، قبل أن يغادروا في منطاد من أعلى برج إيفل.

## روابط خارجية
- المغاوير 2: رجال الشجاعة على موقع IMDb (الإنجليزية)